# Grabstein der Felicitas von Gemmingen

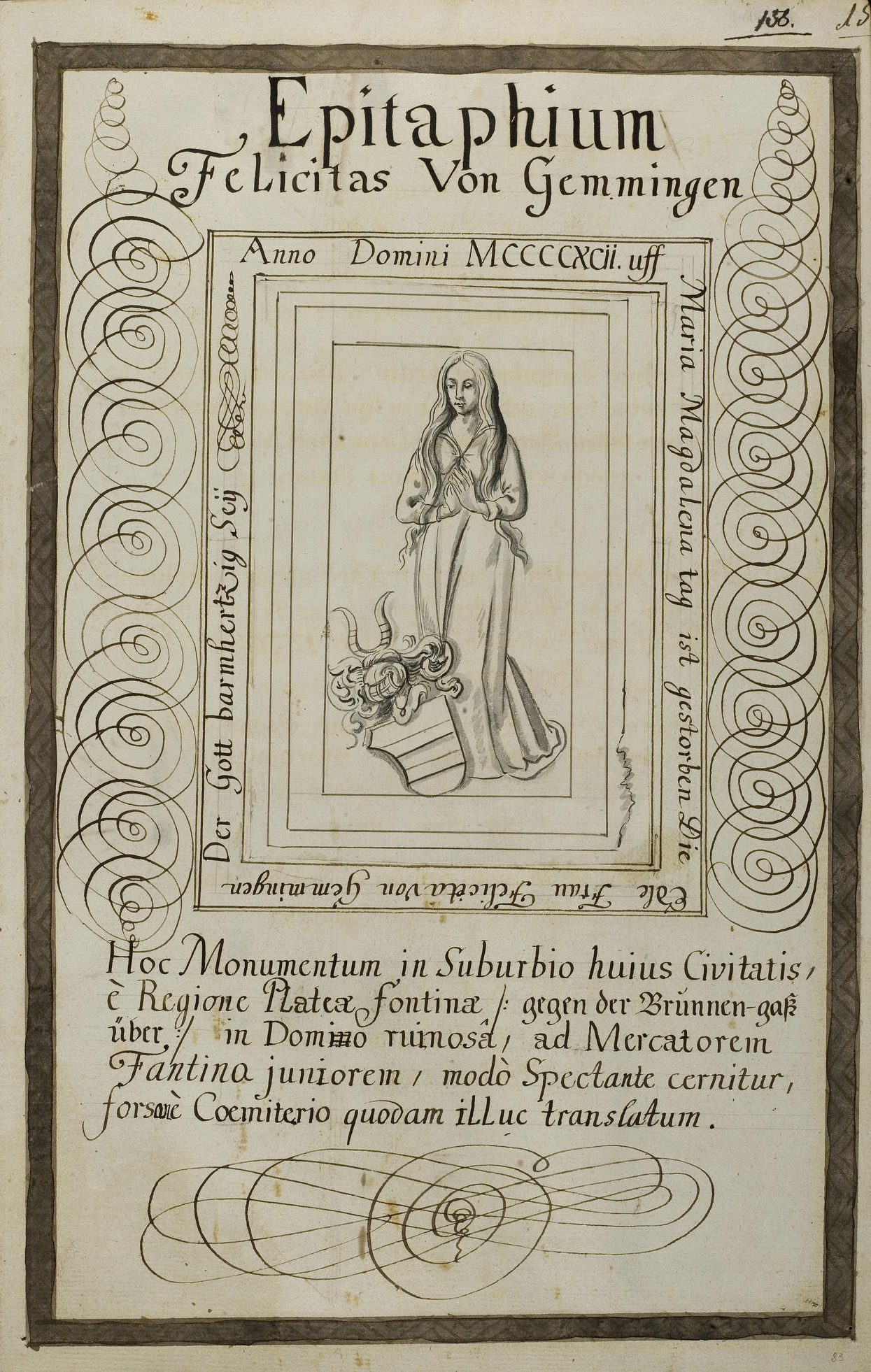
Grabstein der Felicitas von Gemmingen im „Thesaurus Palatinus“

Der Grabstein der Felicitas von Gemmingen ist ein im Thesaurus Palatinus des Johann Franz Capellini von Wickenburg überlieferter Grabstein, der einst in einem Haus der Heidelberger Vorstadt vermauert war. Der Verbleib des Steins ist unbekannt.

## Geschichte
Der Thesaurus Palatinus entstand um 1750 als handschriftliches Werk in zwei Bänden mit zusammen etwa 1000 Seiten. Das Werk versucht, die Kunstschätze der Kurpfalz und vor allem Heidelbergs zu beschreiben und wurde vom kurpfälzischen Geheimrat Johann Franz Capellini von Wickenburg zusammengestellt. Das Werk enthält zahlreiche Handzeichnungen verschiedener namentlich bekannter und unbekannter Zeichner mit Städteansichten sowie Abzeichnungen von Kunstdenkmälern. Auf fol. 83r ist der Grabstein einer 1492 am Maria-Magdalenentag verstorbenen Felicitas von Gemmingen abgebildet, der zum Aufnahmezeitpunkt an einem Haus bei der Brunnengasse vermauert war. Der Verfasser des Thesaurus vermutet, der Stein sei dorthin übertragen worden. Der Kunsthistoriker Adolf von Oechelhäuser lehnte eine Übertragung, wie etwa vom nahen Friedhof bei St. Anna, ab und vermutet vielmehr, dass es sich bei dem Haus, an dem sich der Stein befand, um einen Hof der Freiherren von Gemmingen gehandelt habe. Im späten 19. Jahrhundert, als der Theasaurus Palatinus von Oechelhäuser beschrieben und ausgewertet wurde, war der Verbleib des Grabsteins bereits unbekannt.

## Beschreibung
Gemäß der Abzeichnung im Thesaurus Palatinus handelte es sich um einen hochrechteckigen Stein mit der Darstellung einer zum Gebet knienden jungen Frau in der Mitteltafel, links unten mit dem Wappen der Familie von Gemmingen versehen. Die Umschrift lautete: Anno Domini MCCCCCXCII uff / Maria Magdalena tag ist gestorben Die / Edle Frau Felicita von Gemmingen / Der Gott Barmhertzig Sey.